# 진저우성
진저우성(중국어 간체자: 锦州省, 정체자: 錦州省, 병음: Jĭnzhōu, 한국어: 금주성)은 만주국의 성이다. 약칭은 진(錦)이다. 1934년 3월, 만주국 정부는 진저우성을 설치하였고, 1945년 8월 만주국이 해체되면서 자연 소멸하였다.

## 역사
1934년(강덕 원년) 12월 1일 펑텐성의 진현(锦), 진시현(锦西), 싱청현(兴城), 쑤이중현(绥中), 이현(义县), 베이전현(北镇), 판산현(盘山), 타이안현(台安), 헤이산현(黑山), 장우현(彰武)의 10현 및 러허성의 차오양현(朝阳), 푸신현(阜新)의 2현으로 진저우성이 신설되었으며, 성공서(省公署)를 진저우현(1938년 진저우시가 됨)에 설치하였다.

## 행정 구역
1945년 8월, 만주국 해체 직전의 행정 구역
- 진저우시(锦州市, 1938년(강덕 4년) 12월 1일 진현(锦县)에서 분할 설치)
- 푸신시(阜新市, 1941년(강덕 7년) 1월 1일, 푸신현(阜新县) 신가(新街)에 설치)
- 진현(锦县)
- 진시현(锦西县)
- 싱청현(兴城县)
- 쑤이중현(绥中县)
- 이현(义县)
- 베이전현(北鎮县)
- 판산현(盘山县)
- 타이안현(台安县)
- 헤이산현(黑山县)
- 장우현(彰武县)
- 투모터 우기(土默特右旗)
- 투모터 중기(土默特中旗)
- 투모터 좌기(土默特左旗)

## 같이 보기
- 만주국의 행정 구역